# فرودگاه نانیانگ جیانگ‌یینگ
فرودگاه نانیانگ جیانگ‌یینگ (به انگلیسی: Nanyang Jiangying Airport) یک فرودگاه همگانی با کد یاتا NNY است . این فرودگاه در کشور چین قرار دارد .

## شرکت‌های هواپیمایی و مقصدهای پروازی
| شرکت‌های هواپیمایی      | مقصدهای پروازی                                                                          |
| ---------------------- | --------------------------------------------------------------------------------------- |
| China Express Airlines | دالیان ژووشویزی، کونمینگ چانگشوی                                                        |
| هواپیمایی جنوبی چین    | پکن، چنگدو شوانگلیو، بایون گوآنگجو، هانگجو ژیاشان، شانگهای پودنگ، شنژن بن، ژنگژو سین‌ژنگ |
| چاینا یونایتد ایرلاینز | پکن نانیوان                                                                             |
| GX Airlines            | نانینگ ووژو، تیانجین بینهای                                                             |